# スティッフ・レコード
スティッフ・レコード（Stiff Records ）は、1976年に設立された英国のレコード・レーベル。パンク／ニュー・ウェイヴの草分け的なインディー・レーベルだった。

## 歴史
創立者は、デイヴ・ロビンソンとジェイク・リビエラである。設立当初は電話1本、デスク1つでのスタートだったという。ダムドの最初のシングル「ニュー・ローズ」を発表したほか、エルヴィス・コステロ、ニック・ロウ、イアン・デューリーらのアルバムをリリースし、1970年代後半のイギリスのロック・シーンを牽引した。

## 所属したアーティスト
- アドヴァーツ
- アルベルト・イ・ロスト・トリオ・パラノイアズ
- アルヴィン・スターダスト
- エニー・トラブル
- ザ・ベル・スターズ
- ザ・ボンゴス
- ビリー・ブレムナー
- ジョー・キング・カラスコ&ザ・クラウンズ
- ザ・キャッチ
- エルヴィス・コステロ
- ダムド
- デパートメント・エス
- デスモンド・デッカー
- ディーヴォ
- ドクター・フィールグッド
- イアン・デューリー&ザ・ブロックヘッズ
- エレクトリック・ギターズ
- ジ・エナミー
- フィーリーズ
- フィンガープリンツ
- ファーニチュア
- イアン・ゴム
- リチャード・ヘル・アンド・ザ・ヴォイドイズ
- ジャッコ
- ミッキー・ジャップ
- キング・カート
- ジョナ・ルーウィー
- ルー・ルイス
- リーナ・ラビッチ
- ニック・ロウ
- カースティ・マッコール
- マッドネス
- メンバーズ
- ミント・ジュレップス
- モーターヘッド
- ハンフリー・オーシャン・アンド・ザ・ハーディ・アニュアルズ
- グレアム・パーカー・アンド・ザ・ルーモア
- ピンク・フェアリーズ
- プラズマティックス
- プランメット・エアラインズ
- ザ・ポーグス
- ポインテッド・スティックス
- ザ・ダブリナーズ[2]
- ザ・プリズナーズ
- ルーガレーター
- ザ・スポーツ
- デイヴ・スチュワート
- レイチェル・スウィート
- ボビー・テンチ
- テンポール・チューダー
- サム・アンド・ザ・ウォンプ
- ショーン・タイラ・アンド・タイラ・ギャング
- ザ・スティッフス
- トレイシー・ウルマン
- ジ・アンデッド
- ジ・アンタッチャブルズ
- マックス・ウォール
- ラリー・ウォリス
- ワズモ・ナリス
- レックレス・エリック
- ヨッツ
- イエロー